# Hell in a Cell (2019)
L'édition 2019 de Hell in a Cell est un Premium Live Event de catch (lutte professionnelle) produit par la World Wrestling Entertainment, une fédération de catch américaine qui est télédiffusée et visible en paiement à la séance sur le WWE Network. L'événement a eu lieu le 6 octobre 2019 au Golden 1 Center à Sacramento (Californie). Il s'agit de la onzième édition de Hell in a Cell.

## Contexte
Les spectacles de la World Wrestling Entertainment sont constitués de matchs aux résultats prédéterminés par les scénaristes de la WWE. Ces rencontres sont justifiées par des storylines - Une rivalité entre catcheurs, la plupart du temps ou par des qualifications survenue dans les shows de la WWE, telles que Raw et SmackDown. Tous les catcheurs possèdent des gimmicks c'est-à-dire qu'ils incarnent un personnage gentil (Face) ou méchant (Heel), qui évolue au fil des rencontres. Un événement comme Hell in a Cell est donc un événement tournant pour les différentes storylines en cours,.

## Tableau des matchs
| Ordre par numéros | Résultat | Stipulation(s)                                            | Temps |
| --- | --- | --------------------------------------------------------- | ----- |
| 1P | Natalya bat Lacey Evans par soumission                                                                                    | Match simple                                              | 9:25  |
| 2 | Becky Lynch (c) bat Sasha Banks par soumission                                                                            | Hell in a Cell match pour le WWE Raw Women's Championship | 21:50 |
| 3 | Roman Reigns et Daniel Bryan battent Luke Harper et Erick Rowan                                                           | Tornado Tag Team match                                    | 16:45 |
| 4 | Randy Orton bat Ali | Match simple                                              | 12:10 |
| 5 | The Kabuki Warriors (Asuka et Kairi Sane) battent Alexa Bliss (c) et Nikki Cross (c)                                      | Tag Team match pour les WWE Women's Tag Team Championship | 10:25 |
| 6 | Braun Strowman et The Viking Raiders (Erik et Ivar) battent The O.C (AJ Styles et The Good Brothers) par disqualification | 6-Man Tag Team match                                      | 8:15  |
| 7 | Chad Gable bat King Corbin                                                                                                | Match simple                                              | 12:40 |
| 8 | Charlotte Flair bat Bayley (c) par soumission                                                                             | Match simple pour le WWE SmackDown Women's Championship   | 10:15 |
| 9 | Seth Rollins (c) contre The Fiend Bray Wyatt se termine sur décision de l'arbitre                                         | Hell in a Cell match pour le WWE Universal Championship   | 17:30 |
| La lettre C placée entre parenthèses désigne la personne ou l’équipe championne en titre. P – indique que le match a eu lieu lors du pré-show | |                                                           |       |